# Les Ollières
Les Ollières korábbi község (település) Franciaországban, Haute-Savoie megyében. 2017. január 1-jén Thorens-Glières, Aviernoz, Évires és Saint-Martin-Bellevue  községgel egyesült és Fillière új község része lett.
Lakosainak száma 1042 fő (2018. január 1.). Les Ollières Aviernoz, Charvonnex, Groisy, Saint-Martin-Bellevue, Thorens-Glières és Villaz községekkel határos.

## Népesség
A település népességének változása:
| Lakosok száma | 842  | 977  | 1032 | 1042 |
|               | 2013 | 2015 | 2017 | 2018 |